# 게오르크 루트비히 폰 트라프
게오르크 루트비히 폰 트라프 세습기사(독일어: Georg Ludwig von Trapp, 1880년 4월 4일 ~ 1947년 5월 30일)는 구(舊) 오스트리아-헝가리(現 오스트리아 공화국) 제국 해군에 복무한 군인이다. 트라프 가족의 이야기는 사운드 오브 뮤직의 배경이 되었다. 별명은 '잠수함의 에이스'였다.

## 생애

### 출생 및 군 경력
게오르크 루트비히 폰 트라프는 오스트리아-헝가리 제국의 달마티아에 위치한 자라(현재의 크로아티아 자다르)에서 태어났다. 그의 아버지는 아우구스트 트라프이며, 해군 중령이었다. 아버지는 1884년에 세상을 떠났다. 그의 어머니는 헤트비히 베플러였다. 트라프의 큰 누나인 헤데 폰 트라프(1877 ~ 1947)은 미술가였다. 트라프의 형인 베르너 폰 트라프는 제1차 세계 대전이 한창인 1915년에 죽었다.
트라프는 돌아가신 아버지를 따라 1894년부터 해군 장교의 길을 걷기 시작했으며, 피우메(現 리예카)의 해군사관학교에서 수학하였다. 한동안 오스트레일리아를 여행하였다. 그는 1900년 장갑순양함 <Kaiserin und Königin Maria Theresia>호에 승선, 청나라로 가서 의화단 반란을 진압했다. 그는 1902년 장교 시험에서 통과하였다. 나중에 잠수함에 매혹되었고, 1908년에는 U-보트 바페(Waffe) 호에 승선했다. 1910년에는 U-6호의 지휘권을 부여받았다. 그리고 1913년까지 U-6을 이끌어 나갔다. 그가 U-6호의 지휘권을 가지고 있었을 때 아가테 화이트헤드(Agathe Whitehead)와 결혼하였으며, 첫 번째 자손을 낳았다. 아가테 화이트헤드는 잉글랜드 사람 로버트 화이트헤드(Robert Whitehead)의 손녀였다.
그는 1915년 4월 22일, 잠수함 U-5와 9척의 전투 패트롤(Combat patrol)을 이끌고 전쟁에 참여했다. U-5호는 프랑스 해군(Marine Nationale 마린 나씨오날)의 장갑 순양함인 레옹 강베타 호(1915년 4월 21일)와 이탈리아 해군(Regia Marina 레지아 마리나)의 잠수함인 네레이데 호(1915년 8월 5일)를 격침시켰다. 레옹 강베타는 프랑스 총리이다. 그리고, 그리스의 증기선 세팔로니아 호를 나포(1915년 8월 29일)하였다.
그는 때때로 상선(商船)을 침몰 혹은 나포하기도 하였다. 1916년 6월 8일에는 Friedrich Schlosser(1885–1959)와 함께 이탈리아의 무장 상선 프린치페 움베르토 호를 침몰시켰다. 나중에, Friedrich Schlosser는 U-5의 지휘권을 인수받았으며, 폰 트라프는 U-14호로 갈아탔다. U-14호는 원래 프랑스의 잠수함인 퀴리(Curie) 호였으나, 1915년 10월 14일에 오스트리아 해군에 나포되어 이름이 바뀐 것이다. 퀴리 호는 방사능 분야의 선구자인 마리 퀴리와 피에르 퀴리 부부를 기념해서 지은 이름이었다. U-14호는 폰 트라프가 이끌어나가는 동안 모두 11척을 격침시켰다.
- 영국 유조선 <틱우드 (Teakwood)>, 1917년 4월 28일
- 이탈리아 증기선 <안토니오 스키에사 (Antonio Sciesa)>, 1917년 5월 3일
- 그리스 증기선 <마리온가 굴란드리스 (Marionga Goulandris)>, 1917년 7월 5일
- 프랑스 증기선 <콩스탕스 (Constance)>, 1917년 8월 23일
- 영국 증기선 <킬위닝 (Kilwinning)>, 1917년 8월 24일
- 영국 증기선 <타이티언 (Titian)>, 1917년 8월 26일
- 영국 증기선 <네이언 (Nairn)>, 1917년 8월 28일
- 이탈리아 증기선 <밀라초 (Milazzo)>, 1917년 8월 29일
- 영국 증기선 <굿 호프 (Good Hope)>, 1917년 10월 18일
- 영국 증기선 <엘시스턴 (Elsiston)>, 1917년 10월 18일
- 이탈리아 증기선 <카포 디 몬테 (Capo Di Monte)>, 1917년 10월 23일

그는 1918년 5월까지 U-14를 이끌었으며, 이후 소령(독일어 : Korvettenkapitän)으로 진급했다. 그리고 코토르 만의 잠수함 선단의 지휘권을 부여받았다. 그는 연합국의 배를 격침시킨 공로를 인정받아 오스트리아 군 최고의 훈장인 마리아 테레지아 군사훈장을 수여받았다.
1918년 11월 3일, 오스트리아는 연합국에 정식으로 항복하였으며, 제국 해군은 해체되었다. 그리고, 지금의 내륙국으로 전락했다. 그는 소령으로 전역하였으며, 더 이상 해군을 위해 일할 수 없게 되었다. 이후 나치 독일의 전쟁해군에 징병되었으나 징병을 거절하고 가족들과 함께 스위스를 거쳐 미국으로 도주했다.
마리아 폰 트라프와 결혼하였으며 1947년, 미국에서 폐암으로 별세했다.

## 자녀
- 루퍼트 폰 트라프 (1911~1992)
- 아가테 폰 트라프 (1913~2010)
- 마리아 프란치스카 폰 트라프 (1914~2014)
- 베르너 폰 트라프 (1915~2007)
- 헤트비히 폰 트라프 (1917~1972)
- 요한나 폰 트라프 (1919~1994)
- 마르티나 폰 트라프 (1921~1951)
- 로즈마리 폰 트라프 (1929~2022)
- 엘레오노레 폰 트라프 (1931~2021)
- 요하네스 폰 트라프 (1939년생)

## 서훈 내역
마리아 테레지아 군사훈장 (1918년)

## 같이 보기
- 사운드 오브 뮤직
- 오스트리아-헝가리 제국 해군